# FreeMind
FreeMind là một ứng dụng lập bản đồ tư duy miễn phí được viết bằng Java, được phát triển thêm bởi freeplane cho đến ngày nay (2021). Bản thân FreeMind được cập nhật lần cuối vào năm 2014. FreeMind được cấp phép theo GNU General Public License Version 2. Nó cung cấp khả năng xuất file rộng rãi. Nó chạy trên Microsoft Windows, Linux và macOS thông qua Môi trường thời gian chạy Java.

## Tính năng
Tài liệu của FreeMind có sẵn dưới dạng sơ đồ tư duy FreeMind, thể hiện nhiều tính năng của ứng dụng. Điều này được truy cập từ menu ứng dụng. Một bản xuất file dựa trên flash của tài liệu này có sẵn trực tuyến và có thể được xem từ các trình duyệt web hỗ trợ flash. Liên kết có thể được tìm thấy trong phần liên kết bên ngoài. Help > Documentation
Các tính năng quan trọng nhất của FreeMind như sau:
- Lưu file dưới dạng XML - trong dạng mm file.
- Xuất siêu văn bản sang HTML và XHTML.
- Xuất tài liệu sang PDF và OpenDocument.
- Xuất file sang PNG, JPEG và SVG.
- Web và siêu kết nối tệp từ các nút (Web and file hyperlinks from nodes).
- Trình duyệt/trình phát FreeMind cho web trong Java hoặc Flash.
- Chuyển đổi bản đồ bằng XSLT.

FreeMind sử dụng bộ công cụ Swing GUI cho Java.
Các nhà phát triển FreeMind hoặc nhà phát triển của các dự án khác đã tạo plugin cho các phần mềm hệ thống quản lý nội dung và wiki khác nhau để các tệp Freemind có thể được xem và trong một số trường hợp được tạo thông qua giao diện web.